# Campagne sasanidi di Odenato
Le campagne sasanidi di Odenato (261?-265?) costituirono l'ennesimo successo delle armate romane o meglio, in questo specifico caso romano-palmirene, sulle armate dei Sasanidi per la supremazia del vicino regno d'Armenia e della Mesopotamia settentrionale.

## Contesto storico
A partire dal 260, e fino al 274 circa, l'Impero romano subì la secessione di due vaste aree territoriali, che però ne permisero la sopravvivenza. Ad ovest gli usurpatori dell'Impero delle Gallie, come Postumo (260-268), Leliano (268), Marco Aurelio Mario (268-269), Vittorino (269-271), Domiziano II (271) e Tetrico (271-274), riuscirono a difenderne i confini delle province di Britannia, Gallia e Spagna. Scrive Eutropio:
(Eutropio, Breviarium ab urbe condita, 9, 11.)
Postumo era riuscito, infatti, a costituire un impero in Occidente, centrato sulle provincie della Germania inferiore e della Gallia Belgica e al quale si unirono poco dopo tutte le altre province galliche, della britanniche, ispaniche e, per un breve periodo, anche quella di Rezia.
Questi imperatori non solo formarono un proprio Senato presso il loro maggiore centro di Treveri e attribuirono i classici titoli di console, Pontefice massimo o tribuno della plebe ai loro magistrati nel nome di Roma aeterna, ma assunsero anche la normale titolatura imperiale, coniando monete presso la zecca di Lugdunum, aspirando all'unità con Roma e, cosa ben più importante, non pensando mai di marciare contro gli imperatori cosiddetti "legittimi" (come Gallieno, Claudio il Gotico, Quintillo o Aureliano), che regnavano su Roma (vale a dire coloro che governavano l'Italia, le province africane occidentali fino alla Tripolitania, le province danubiane e dell'area balcaniche). Essi, al contrario, sentivano di dover difendere i confini renani ed il litorale gallico dagli attacchi delle popolazioni germaniche di Franchi, Sassoni ed Alemanni. L'Imperium Galliarum risultò, pertanto, una delle tre aree territoriali che permise di conservare a Roma la sua parte occidentale.
In Oriente fu invece il Regno di Palmira a subentrare a Roma nel governo delle province dell'Asia minore, di Siria ed Egitto, difendendole dagli attacchi dei Persiani, prima con Odenato (261-267), nominato da Gallieno "Corrector Orientis" (nel 264?), e poi con la sua vedova secessionista, Zenobia (267-271).

### Casus belli
Dopo la sconfitta e la prigionia dell'imperatore Valeriano nel 260 nella battaglia di Edessa per opera dei Persiani, lasciò l'Oriente romano alla mercé di Sapore I, il quale riuscì ad occupare oltre a Tarso ed Antiochia, anche tutta la provincia romana di Mesopotamia e Cesarea in Cappadocia dopo una strenua difesa.

## Forze in campo
Non siamo in grado di dire quali e quante truppe presero parte alle campagne sasanidi di Odenato, che in modo diretto o indiretto coinvolsero lo stesso impero romano a fianco dell'alleato di Palmira.

## Fasi del conflitto
Inizialmente Odenato cercò di ingraziarsi le amicizie del sovrano persiano Sapore I, ma quando i suoi doni vennero sdegnosamente rifiutati da quest'ultimo, Odenato capì che l'unica possibilità era abbracciare la causa di Roma contro i Persiani. Lo stato di neutralità che aveva fatto la fortuna del regno di Palmira venne mutato in favore di una attiva politica militare, che portò in breve tempo alla sua rovina, pur dando fama al suo sovrano.
260La controffensiva romana portò Macriano (procurator arcae et praepositus annonae in expeditione Persica) a radunare a Samosata quello che rimaneva dell'esercito romano in Oriente, mentre il prefetto del pretorio, Ballista, riuscì a sorprendere i Persiani presso Corycus in Cilicia ed a respingerli fino all'Eufrate. Frattanto Odenato, che aveva cercato di ingraziarsi in un primo momento le amicizie del sovrano persiano Sapore I, una volta che i suoi doni furono sdegnosamente rifiutati da quest'ultimo, decise di abbracciare la causa di Roma contro i Persiani. Come prima azione Odenato si diede all'inseguimento dei Persiani, di ritorno in patria dal loro saccheggio di Antiochia, e prima che potessero attraversare il fiume Eufrate inflisse loro una pesante sconfitta. In seguito a questi eventi Gallieno lo nominò dux orientis.
261Quando due usurpatori, il tribuno militare Tito Fulvio Iunio Quieto e suo fratello Macriano minore, reclamarono a sé il trono dell'Impero Romano quell'anno, Odenato si schierò dalla parte di Gallieno, figlio del defunto imperatore Valeriano. Egli infatti attaccò e giustiziò l'usurpatore Quieto ad Emesa. L'impresa fu apprezzata da Gallieno al punto da conferirgli i titoli onorifici di imperator e dux romanorum, riconoscendo in pratica allo stesso un'autorità regale del principe di Palmira sulla provincia di Siria. Odenato ordinò, quindi, una forte leva tra le file del suo esercito, per ripristinare gli organici in vista di un'imminente offensiva romano-palmirena in territorio persiano.
262Odenato, appena completata la leva, raccolto quindi un ingente esercito, passò l'Eufrate (probabilmente presso Samosata e (o Zeugma) e dopo aspri combattimenti occupò Nisibis (favorevole ai Persiani e la distrusse) e tutta la Mesopotamia romana (comprese Edessa e Carre), recuperando gran parte dell'oriente (compresa probabilmente la stessa Armenia) e costringendo Sapore I alla fuga dopo averlo battuto in battaglia. Per questi successi Odenato fu nominato da Gallieno corrector totius Orientis (con alta giurisdizione su buona parte delle province romane orientali).
263È forse quest'anno che riuscì a battere nuovamente Sapore I nei pressi della capitale dei Persiani, Ctesifonte, riuscendo ad impadronirsi delle concubine del re e di un grande bottino di guerra. Per questi successi l'imperatore Gallieno poté fregiarsi del titolo vittorioso di Parthicus maximus.
264Le armate romane potrebbero essersi spinte anche oltre il Tigri, tanto da far attribuire all'imperatore Gallieno, il titolo di Persicus maximus al termine di questa nuova avanzata in territorio nemico. È vero anche che Odenato si spinse fino alla capitale persiana Ctesifonte, per la seconda volta, probabilmente nel corso di questa seconda campagna militare.
()
Alla fine della campagna poi,
(Historia Augusta - Due Gallieni, 10.4.)
| Monetazione dell'anno | Monetazione dell'anno | Monetazione dell'anno                                                                                | Monetazione dell'anno                                                                           | Monetazione dell'anno | Monetazione dell'anno         | Monetazione dell'anno                            |
| Immagine              | Valore                | Dritto                                                                                               | Rovescio                                                                                        | Datazione | Peso; diametro                | Catalogazione                                    |
| --------------------- | --------------------- | --- | ----------------------------------------------------------------------------------------------- | --- | ----------------------------- | ------------------------------------------------ |
|                       | antoniniano           | GALLIENVS AVG, testa di Gallieno con corona radiata verso destra, il busto con drappeggio e corazza; | PAX FVNDATA, un trofeo di armi con due prigionieri sasanidi ai suoi piedi; una palma in esergo. | 264/265 per celebrare le armate romano-palmirene di Odenato che erano riuscite a raggiungere la capitale dei Sasanidi Ctesifonte | 3.51 gr (zecca di Antiochia); | RIC, Gallienus, V pt. 1, 164; RSC 73; Göbl 738b. |

265 La Historia Augusta che quando Gallieno venne a sapere che
(Historia Augusta - Due Gallieni, 12.1.)
| Monetazione dell'anno | Monetazione dell'anno | Monetazione dell'anno                                        | Monetazione dell'anno | Monetazione dell'anno                                                                   | Monetazione dell'anno               | Monetazione dell'anno                                                    |
| Immagine              | Valore                | Dritto                                                       | Rovescio | Datazione                                                                               | Peso; diametro                      | Catalogazione                                                            |
| --------------------- | --------------------- | ------------------------------------------------------------ | --- | --------------------------------------------------------------------------------------- | ----------------------------------- | ------------------------------------------------------------------------ |
|                       | aureo                 | GALLIENVS PF AVG, testa di Gallieno laureata verso sinistra; | VBIQVE PAX (pace ovunque), la Vittoria su una biga verso destra, tiene le redini nella mano sinistra, una frusta nella destra. | 264/267 per celebrare il trionfo romano al termine delle campagne sasanidi di Odenato?; | 5,80 circa (zecca di Roma antica)?; | RIC, Gallienus, 72; Cohen 1018; cfr. moneta similare Cohen 1015, RIC 74. |

## Conseguenze

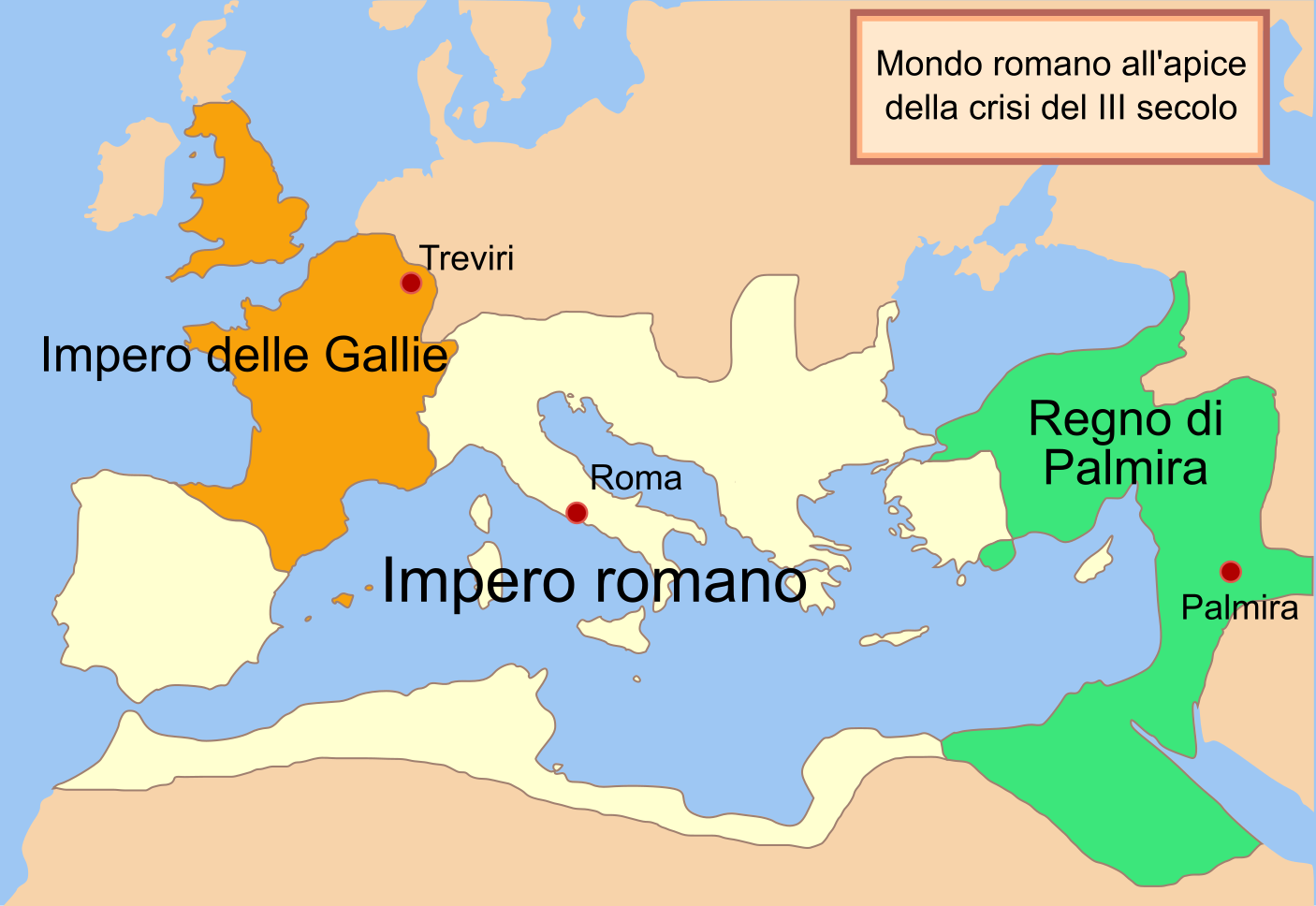
L'Impero romano al centro, con l'Impero delle Gallie ad Occidente, il Regno di Palmira a Oriente.

Grazie a queste campagne vittoriose, l'autorità imperiale in Oriente venne ripristinata; lo stesso imperatore Gallieno poté celebrare un trionfo, grazie al suo "rector Orientis" Odenato, il quale condivise le sue vittorie con il figlio maggiore Hairan (Erode) e si meritò il titolo onorifico di re dei re, in contrapposizione con quello del re sasanide, Sapore I. Durante il consolidamento del potere imperiale in Oriente, Odenato mise le basi per dar vita ad un regno indipendente di Palmira, da Roma. Fu solo dopo la morte di Odenato che tale progetto si concretizzò con la vedova dello stesso, Zenobia, la quale negli anni successivi riuscì anche ad occupare l'Egitto romano e parte delle dell'Asia minore. Il nuovo imperatore Aureliano nel 272 intraprese una campagna ove riuscì a riconquistare i territori perduti in Oriente, dove il regno di Palmira della regina Zenobia si era sostituito all'Impero romano per contrastare la potenza dei Sasanidi.